# Bambang Erawan
Bambang Erawan – indonezyjski zapaśnik walczący w stylu wolnym i klasycznym.
Zajął szóste miejsce na igrzyskach azjatyckich w 1994.
Złoty i srebrny medalista igrzysk Azji Południowo-Wschodniej z 1997 i brązowy w 2003. Mistrz Azji Południowo-Wschodniej w 1999 roku.